# Sycozoa umbellata
Sycozoa umbellata is een zakpijpensoort uit de familie van de Holozoidae. De wetenschappelijke naam van de soort is voor het eerst geldig gepubliceerd in 1898 door Michaelsen.